# Неофициальный командный зачёт
Неофициа́льный кома́ндный зачёт (НКЗ) — распространённая система оценки результатов национальных команд на Олимпийских играх. НКЗ не признаётся Международным Олимпийским комитетом, так как согласно Олимпийской хартии 

Олимпийские игры — это соревнования не стран, а спортсменов в индивидуальных или командных видах спорта.— Олимпийская хартия, глава I, Правило 6, пункт 1
 Однако цифры неофициального командного зачёта активно используется различными средствами массовой информации, представителями национальных спортивных федераций и Национальных олимпийских комитетов, другими заинтересованными сторонами. Подобная практика используется во многих странах, причём единого стандарта не существует, методика может разниться от страны к стране и меняться со временем. Впервые таблицы НКЗ стали публиковаться применительно к результатам игр IV Олимпиады.

## История
Начиная с Игр 1908 года стали составляться таблицы, суммирующие результаты, показанные спортсменами национальных команд в рамках Олимпийских игр. Поводом для этого послужила инициатива члена МОК от Италии Юско, который объявил о своём решении наградить ту страну, представители которой выступят на Олимпиаде наиболее успешно. Различные спортивные и справочные издания начали публиковать данные неофициального командного зачёта. Первоначально в НКЗ учитывались только медали: золотая медаль — 3 очка, серебряная — 2, бронзовая — 1. Также применялась схема 5—3—1. Но в 1914 году МОК принял решение отказаться от командного зачёта. Несмотря на это варианты неофициального командного зачёта продолжали существовать и видоизменяться.
Начиная с Игр 1924 года набрал популярность вариант НКЗ, согласно которому очки начислялись за первые шесть мест (по числу финалистов в отдельных дисциплинах Олимпийской программы). Наибольшее распространение получила схема, в которой за победу присуждалось 7 очков, за второе — 5, за третье — 4 и так далее. Наряду со схемой 7—5—4—3—2—1 встречались также схемы 10—8—6—4—2—1 и 10—5—4—3—2—1, однако их популярность была ниже.
В командных видах спорта количество игроков в расчёт не принимается, в зачёт идёт только одна медаль или занятое место. В случае, если спортсмены или команды делят места, то в зачёт идёт среднее арифметическое. Например, за 1—2 места участники получают по 6 баллов (7+5=12, 12/2=6), а за 4—6 — по 2 (3+2+1=6, 6/3=2). Из-за этого в итоговых таблицах могут встречаться десятые и сотые доли баллов. Принцип неофициального командного зачёта иногда используется для оценки выступлений не только на Олимпийских играх, но и на крупных соревнованиях в тех видах спорта, где разыгрываются медали в нескольких весовых категориях или дисциплинах (бокс, тяжёлая атлетика, биатлон и другие).
В конце XX века схема НКЗ 7—5—4—3—2—1 стала утрачивать популярность. В 1988 году стал применяться медальный зачёт, причём может учитываться или общее количество медалей, или приоритет отдаваться золотым (в этом случае страна, имеющая всего одну медаль, но золотую, будет располагаться в таблице выше страны, у которой несколько серебряных и ни одной золотой), а при равном количестве золотых медалей выше располагается страна, у которой больше серебряных медалей. При равном количестве золотых и серебряных медалей более высокое место занимает страна с большим количеством бронзовых медалей.
Однако различные виды неофициального командного зачёта по очкам продолжают публиковаться и в настоящее время.
Условность неофициального командного зачёта признаётся всеми заинтересованными сторонами, однако считается, что он позволяет делать выводы о реальном положении стран в мировом спорте.